# Adrien Thério
Pour les articles homonymes, voir Thério.
Adrien Thério (Saint-Modeste, 15 août 1925 - Montréal, 24 juillet 2003) est un écrivain québécois (romancier, conteur et dramaturge).

## Vie privée
Adrien Thériault naît à Saint-Modeste, près de Rivière-du-Loup, le 15 août 1925. Issu d'une famille nombreuse et doté d'une santé fragile, rien ne le destine en apparence à un parcours d'homme de lettres.
C'est lorsqu'il publie ses premières œuvres de fiction qu'il change la graphie de son patronyme pour se distinguer d'un de ses contemporains qui connaît un grand succès populaire, le romancier Yves Thériault, avec qui n'a a pas de lien de parenté directe. Il est en revanche le grand-oncle de Mélissa Thériault, chercheuse spécialisée en philosophie de l'art et de la littérature.
Ce travailleur acharné produira plusieurs romans, nouvelles et contes exprimant l'angoisse et la désillusion d'un monde à l'orée de la Révolution tranquille; il dépeindra vie rurale du Bas-St-Laurent dans ses extrêmes (c'est-à-dire autant ses aspects bucoliques que violents) comme la vie universitaire et urbaine, variant les procédés littéraires au sein d'une oeuvre abondante et diversifiée.
Discret sur sa vie privée, il se consacrera entièrement à la production littéraire ainsi qu'à sa diffusion et laissera à la postérité une oeuvre caractérisée par une prose sobre mais précise ainsi qu'une soif d'indépendance.

## Formation et carrière
Les professeurs du jeune Andrien Thério remarquent rapidement ses capacités intellectuelles et font en sorte de lui permettre de poursuivre ses études grâce à une bourse. Il obtient son baccalauréat ès Arts à l’Université d’Ottawa en 1950, et termine sa maîtrise en 1951. C’est en 1953 qu’il devient le détenteur d’un doctorat en littérature française de l’Université Laval, sa thèse porte sur le journaliste Jules Fournier. Récipiendaire d’une bourse d’étude Rockefeller, il part aux États-Unis étudier à l'Université Harvard de 1955 à 1956 avant de terminer sa maîtrise en science politique à l’université Notre-Dame en Indiana, où il enseigne de 1956 à 1959.
Il est l'auteur de Mes beaux meurtres, paru en 1961 au début de la Révolution tranquille.
Sa connaissance parfaite de l'anglais lui permettra traduire et publier en 1962 Un Yankee au Canada (A Yankee in Canada) de Henry David Thoreau, le "récit du séjour de Thoreau à Montréal et Québec".
Anticlérical et libre-penseur, il s'inspire des écrits de Louis-Antoine Dessaulles et publie Un siècle de collusion entre le clergé et le gouvernement britannique : anthologie des mandements des évêques, 1760-1867 qui montre l'étendue de la collusion entre le clergé catholique et le pouvoir anglais.
Il enseigne au University College de l’Université de Toronto (1959-1960) et au Royal Military College de Kingston en Ontario (1960-1969). À partir de 1969, il enseigne au département de lettres françaises de l’Université d’Ottawa.
Peu connu du grand public en tant qu'auteur, il apporte néanmoins une importante contribution à la diffusion et au rayonnement de la littérature québécoise. Il fonde en 1961 la revue Livres et Auteurs Québécois qu’il dirige jusqu’en 1973 avant de fonder Lettres québécoises ("LQ" depuis 2017) en 1976. La direction sera assurée jusqu'en 2016 par son collaborateur et ami, l'écrivain André Vanasse (dont le fils, Alexandre Vanasse, prendra la relève à titre d'éditeur en 2017). Sa posture éditoriale lui permet d'être un allié discret mais sincère des luttes féministes de son époque et de contribuer à la valorisation des contributions littéraires féminines magistrales de son époque (dont Marie-Claire Blais et Anne Hébert).
Membre de la Société royale du Canada, il se méritera le prix Arthur-Buies en 1991.
Il publie en  2000 une édition commentée du Discours sur la tolérance de Louis-Antoine Dessaulles, figure de proue de l'Institut canadien et « fervent défenseur des valeurs de liberté professées par les Lumières », suivi d'un discours d'un de ses farouches opposants, l'évêque Ignace Bourget.
Il meurt le 24 juillet 2003 à son appartement de Montréal, laissant inachevé son dernier projet, la publication de ses mémoires.
Le fonds d'archives d'Adrien Thério est conservé au centre d'archives de Gatineau de Bibliothèque et Archives nationales du Québec.

## Œuvre

### Romans
- 1952 : Les Brèves Années
- 1960 : La Soif et le Mirage
- 1965 : Le Mors aux flans
- 1968 : Soliloque en hommage à une femme
- 1973 : Les Fous d’amour
- 1983 : Marie-Ève, Marie-Ève

### Récits
- 1962 : Le Journal d’un chien
- 1962 : Le Printemps qui pleure
- 1970 : Un païen chez les pingouins
- 1974 : La Colère du père
- (de) Der Hellseher, en: Erkundungen. 26 kanadische Erzähler. Trad. Adelheid Witt. Verlag Volk und Welt, Berlin 1986, pp 241 – 246 (=Le voyant, 1975)

### Recueils de contes et nouvelles
- 1958 : Contes des belles saisons
- 1961 : Mes beaux meurtres
- 1974 : Ceux du Chemin-Taché
- 1975 : La Tête en fête, et autres histoires étranges

### Essais et ouvrages documentaires
- 1953 : Jules Fournier, homme de lettres
- 1954 : Jules Fournier, journaliste de combat
- 1957 : Jules Fournier
- 1965 : Conteurs canadiens-français; époque contemporaine
- 1969 : Livres et auteurs québécois
- 1975 : Ignace Bourget, écrivain
- 1988 : Conteurs québécois : 1900-1940
- 2000 : Joseph Guibord : victime expiatoire de l’évêque Bourget : l’Institut canadien et l’affaire Guibord revisités

### Traduction
- 1962 : Traduction de A Yankee in Canada du philosophe américain Henry David Thoreau sous le titre Un Yankee au Canada ; réédition en 1992 sous le titre Un Yankee au Québec (Stanké); nouvelle édition avec traduction mise à jour sous le titre Un Yankee au Québec, Montréal : Moult Éditions, coll. "Indauditus", 2024, 154 p.  (ISBN 978-2-92403-942-7)

### Théâtre
- 1964 : Les Renégats, pièce en trois actes et cinq tableaux
- 1979 : Le Roi d’Aragon, drame en deux actes

### Autres publications
- 1961 : Flamberge au vent
- 1975 : Des choses à dire : journal littéraire 1973-1974
- 1978 : C’est ici que le monde a commencé, récit-reportage

## Honneurs
- Prix Arthur-Buies, 1991
- Prix Fleury-Mesplet, 2000

## Éponyme
- Le prix Adrien-Thério - Lettres québécoises. Il est attribué en mémoire du fondateur de la revue, Adrien Thério. Doté d’un montant de 1000$, il est attribué chaque année à l’étudiant qui a écrit le meilleur mémoire ou la meilleure thèse en littérature québécoise, selon un jury composé de professeurs du Département d’études littéraires de l’UQAM[10].